# 카트 경주 게임

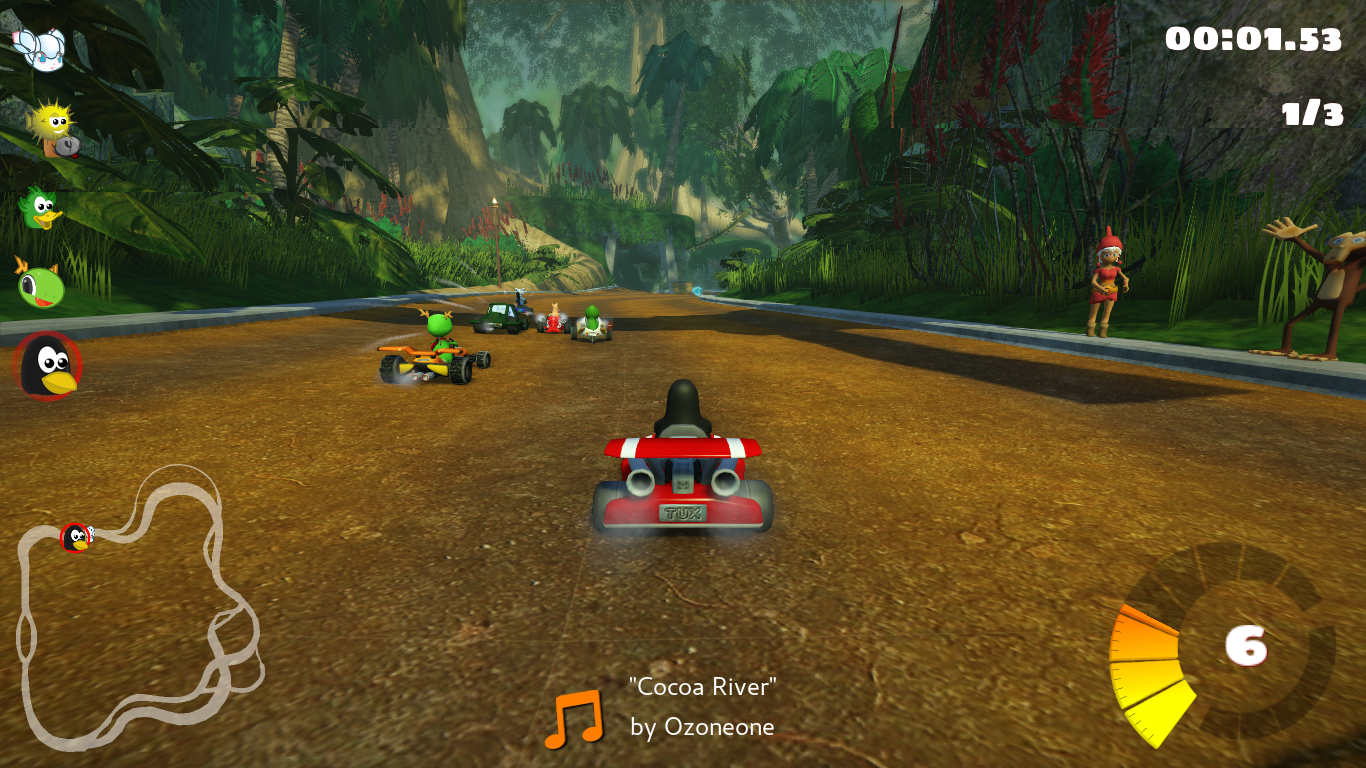
《슈퍼턱스카트》는 오픈 소스 소프트웨어의 마스코트들이 등장하는 카트 경주 게임이다

카트 경주 게임(kart racing game)는 경주 게임의 하위 장르이다. 플레이어가 쉽게 적응할 수 있도록 운전을 간략화하는 것이 주요 특징으로, 그 외 주로 특이한 장치와 장애물이 설치된 트랙에서 경주하고 차량을 직접 공격하는 전투를 채용한다. 1992년 출시된 《슈퍼 마리오 카트》가 장르를 활성화했으며, 《마리오 카트》 시리즈가 카트 경주 게임의 대표작으로 꼽힌다.

## 역사
카트 경주 게임의 개념은 해나 바베라가 제작한 1968년 텔레비전 애니메이션 시리즈 《와키 레이시즈》에서 등장인물들이 기상천외한 자동차를 몰고 경주를 했던 것에서 착안한 것으로 일부는 추정하기도 한다. 초기 카트 경주 게임으로 《파워 드리프트 (1988)》나 공식 《와키 레이시즈 (1991)》 게임이 있으나, 1992년 게임 《슈퍼 마리오 카트》이 차량 간 전투를 도입해 본격적으로 카트 경주 장르를 유행시킨 게임으로 거론된다.